# Omid Djalili

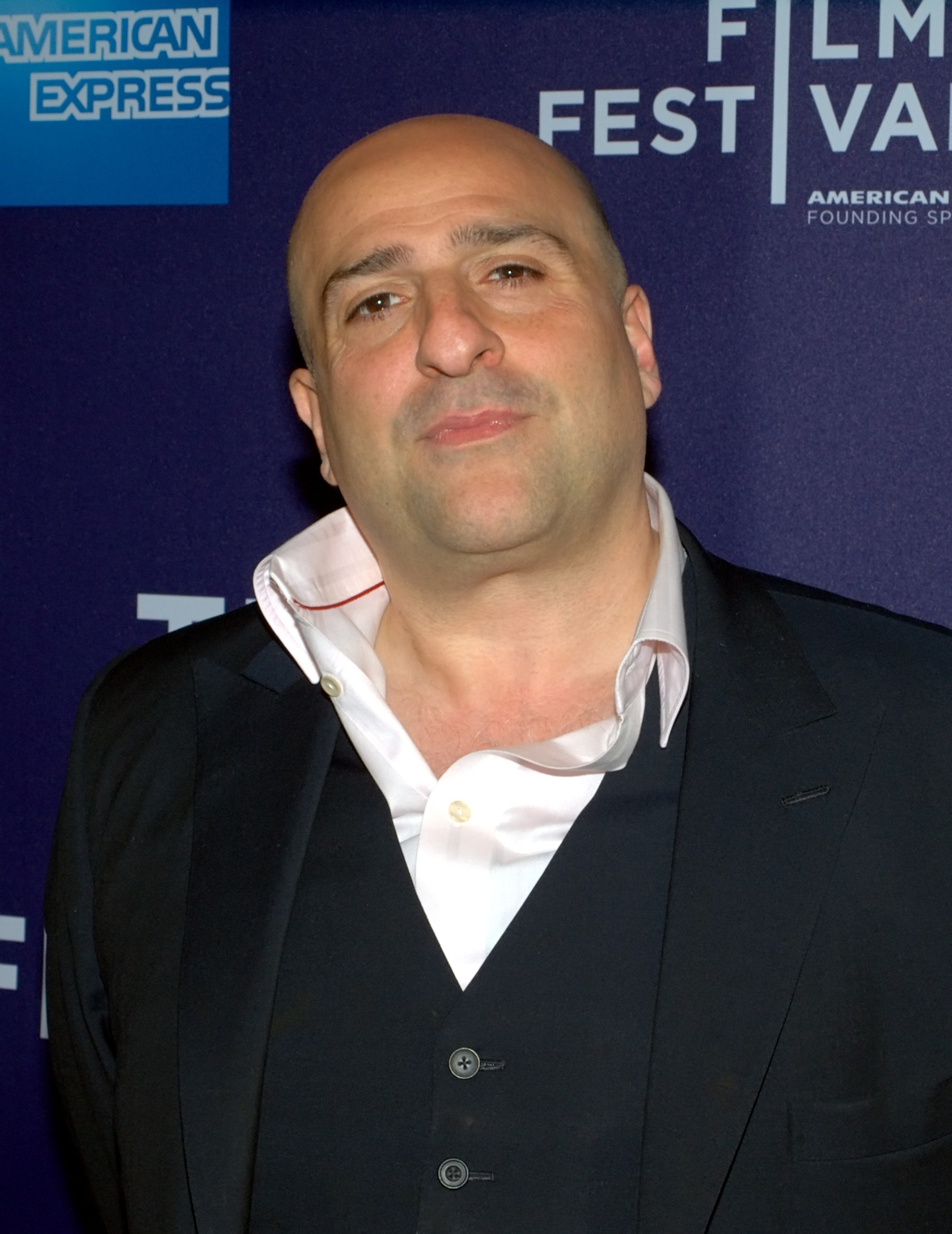
Omid Djalili (2010)

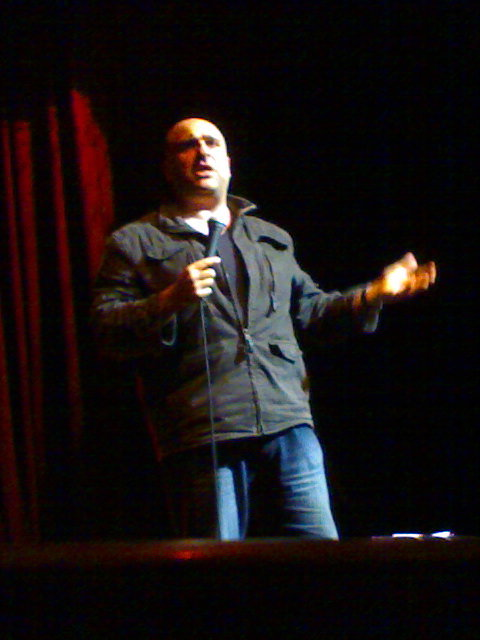
Omid Djalili (2007)

Omid Djalili (persisch امید جلیلی‎, * 30. September 1965 im Londoner Stadtteil Chelsea, Vereinigtes Königreich) ist ein britischer Filmschauspieler und Komiker iranischer Herkunft.

## Leben
Djalili ist der Sohn eines iranischen Reporters und einer britischen Modeschöpferin. Bereits in jungen Jahren betätigte er sich als Comedian. Er studierte an der University of Ulster im nordirischen Coleraine und machte sein Diplom in Englisch und Theaterwissenschaften.
Seit 1992 ist Omid Djalili verheiratet und hat mit seiner Frau Annabel drei Kinder. Er wuchs in einer Bahai-Familie auf und setzt sich heute als Bahai für ein lebendiges kulturelles Miteinander der Religionen ein.

## Karriere
Nach eigenen Angaben Irans einziger Stand-Up-Komiker. Seine Programme beinhalten auch Persiflagen über den Islam und sich selbst. Tourneen führten ihn unter anderem durch Australien, Irland, Deutschland, Österreich, die Niederlande, Dänemark, Schweden, Norwegen, die Schweiz, Tschechien, die Slowakei und die Vereinigten Staaten. Er gewann viele Preise, darunter den 1997 verliehenen LWT Comedy Award für sein bestes Stand-Up-Programm.
Im Jahr 2007 drehte er für BBC One die Comedyshow The Omid Djalili Show und 2009 die Fortsetzung The Omid Djalili Show – Series 2.
Djalili ist auch als Schauspieler tätig und hat in vielen Spielfilmen meist südländische und auch humorvolle Charaktere verkörpert.
Am 20. Juli 2009 übernahm Djalili die Rolle des Fagin in der Londoner Neuproduktion des Hitmusicals „Oliver!“ von seinem Kollegen Rowan Atkinson und war dort bis Dezember 2009 von Montag bis Samstag zu sehen. In dem 2009 veröffentlichten Videospiel Grand Theft Auto: The Ballad of Gay Tony synchronisierte Djalili die Rolle des Yusuf Amir.

## Filmografie (Auswahl)
- 1995: Dressing for Breakfast (Fernsehserie, Folge 1x04 Steve)
- 1999: Die Mumie (The Mummy)
- 1999: Notting Hill
- 1999: Cleopatra
- 1999: James Bond 007 – Die Welt ist nicht genug (The World is not Enough)
- 2000: Black Books (Fernsehserie)
- 2000: Gladiator
- 2000: Jason und der Kampf um das Goldene Vlies (Jason and the Argonauts)
- 2001: Mean Machine – Die Kampfmaschine (Mean Machine)
- 2001: Spy Game – Der finale Countdown (Spy Game)
- 2002: Relic Hunter – Die Schatzjägerin (Relic Hunter, Fernsehserie, 1 Folge)
- 2003: Whoopi (Fernsehserie)
- 2004: In 80 Tagen um die Welt (Around the World in 80 Days)
- 2004: Modigliani
- 2004: Sky Captain and the World of Tomorrow
- 2004: Calcium Kid (The Calcium Kid)
- 2005: Casanova
- 2006: Ab durch die Hecke (Over the Hedge, Stimme)
- 2006: Alien Autopsy – Das All zu Gast bei Freunden (Alien Autopsy)
- 2007: The Omid Djalili Show (Fernsehserie)
- 2007: Pirates of the Caribbean – Am Ende der Welt (Pirates of the Caribbean: At World’s End)
- 2007: Grow Your Own
- 2008: Der Love Guru (The Love Guru)
- 2009: The Omid Djalili Show – Series 2 (Fernsehserie)
- 2009: Dead Man Running
- 2010: Mr. Nice (Mr Nice)
- 2010: Sex and the City 2
- 2010: Alles koscher! (The Infidel)
- 2015: Molly Moon (Molly Moon and the Incredible Book of Hypnotism)
- 2018: Mamma Mia! Here We Go Again
- 2023: Love Again
- 2025: Deep Cover